# 农村合作医疗
中国农村合作医疗制度是指农村通过集体和个人出资，为农村居民提供基本医疗保健服务的一种互助互济制度，为中国内地从1950年后期至1980年代初期，农村基本医疗保障制度，也是中国农村社会保障体系中的重要内容。随着农村实行家庭联产承包责任制和人民公社的解体，农村合作医疗制度名存实亡。

## 历史
农村合作医疗制度始于1950年代，随农业互助合作化运动的兴起而逐步发展起来的，人民公社化之后渐渐成熟。到1965年底，已在山西、湖北、江西、江苏、福建、广东、新疆等10多个省（市）自治区部分县实施，到1977年底，全国有85%的生产大队实行了农村合作医疗。
1974年5月的第27届世界卫生大会上，第三世界国家普遍表示热情关注和极大兴趣。联合国妇女儿童基金会在1980年至1981年年报中指出，中国的赤脚医生制度在落后的农村地区提供了初级护理，为欠发达国家提高医疗卫生水平提供了样板，至今，对非洲和拉丁美洲的基本公共医疗制度产生影响。
1984年后，人民公社制度的瓦解，农村集体经济转变为农户个体经济，在失去集体经济的支撑情况下，依附于人民公社的农村合作医疗瓦解。
直至2003年开始推行“新农合”（新型农村合作医疗）后，中国农村才出现新的基本公共医疗服务。